# Modernisme (architectuur)

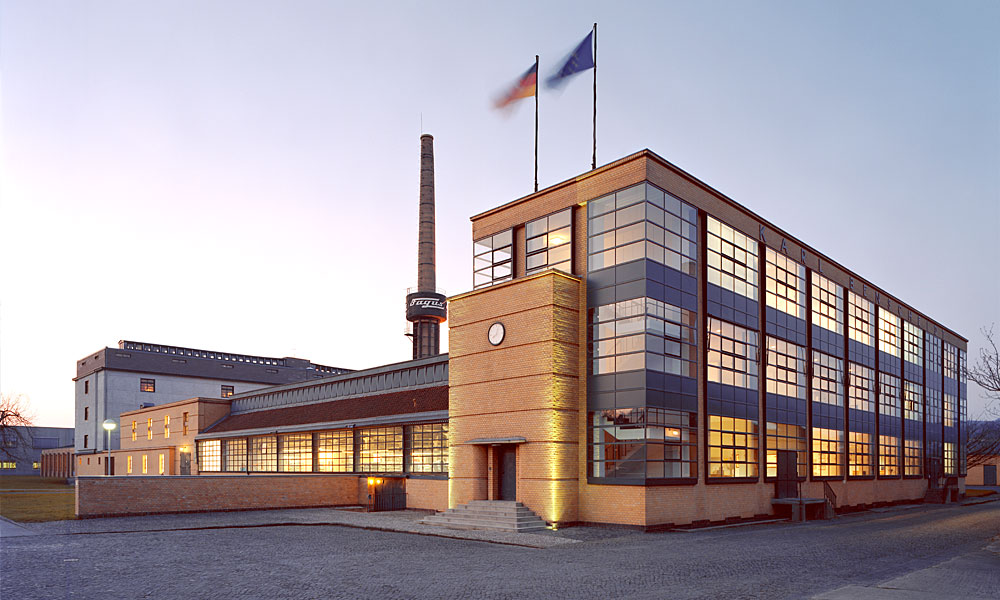
De Fagusfabriek (1913), ontworpen door Walter Gropius en Adolf Meyer was de eerste fabriek waarvan de wanden vrijwel geheel van glas waren. Het gebouw staat sinds 2011 op de Werelderfgoedlijst.

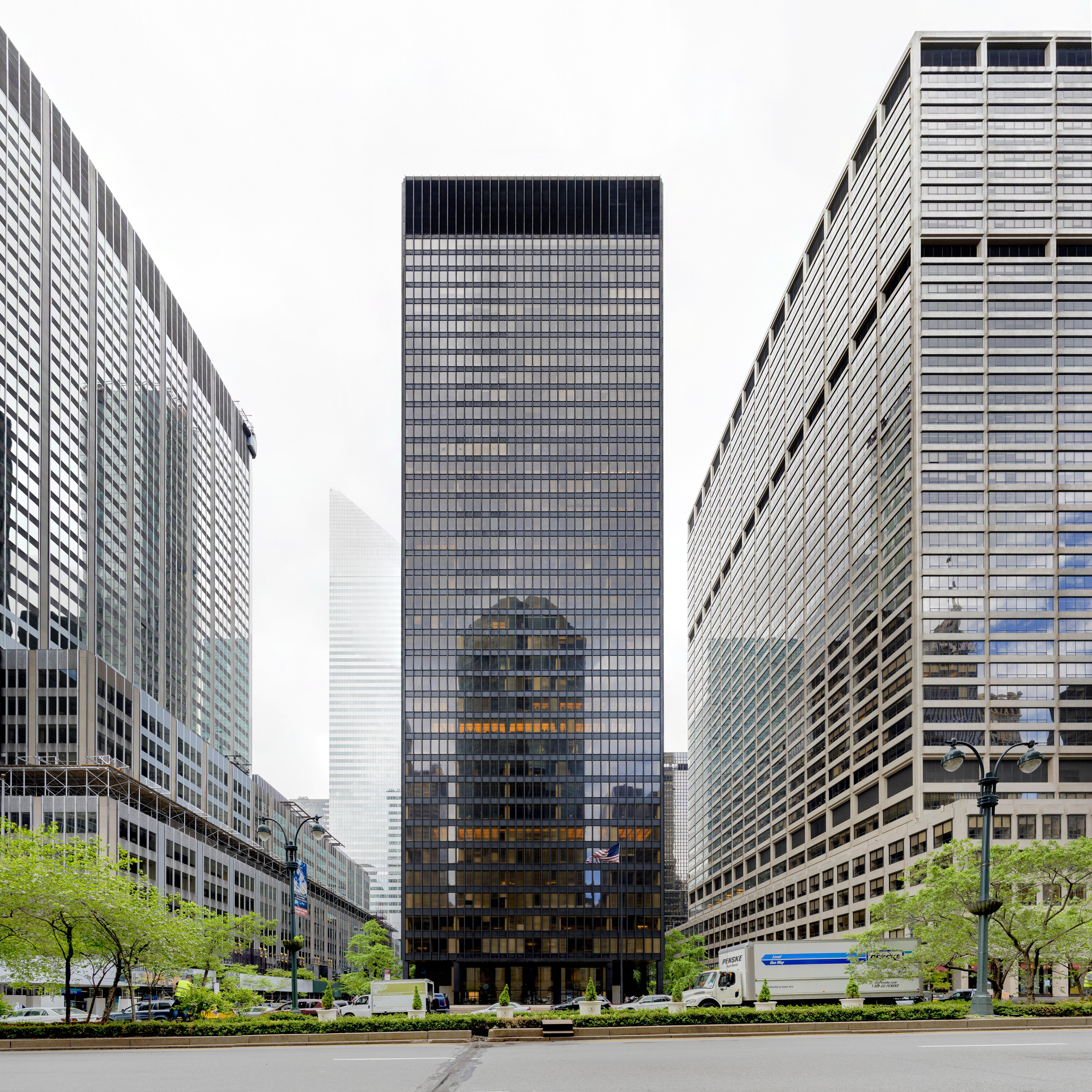
Seagram Building (1958), ontworpen door Ludwig Mies van der Rohe. Dit ontwerp zou grote invloed krijgen op de architectuur van wolkenkrabbers.

Moderne architectuur, ook wel modernistische architectuur genoemd, is een stroming in de architectuur die in de eerste helft van de twintigste eeuw op gang kwam. Deze stroming ging gepaard met innovaties zoals het gebruik van glas (de vliesgevel), staal en gewapend beton en deze materialen boden de architecten meer speelruimte in hun ontwerpen. De architecten braken bewust met eerdere stromingen en streefden naar eenvoud, functionaliteit, rationaliteit en efficiëntie om zo tegemoet te komen aan de menselijke behoeften en het moderne leven.
Het modernisme laat zich met name typeren door minimalisme en functionalisme (vorm volgt functie). Het maakt gebruik van eenvoudige geometrische vormen, is spaarzaam in het gebruik van ornamenten en integreert natuurlijke elementen zoals licht en lucht in het ontwerp. Toonaangevende architecten waren Ludwig Mies van der Rohe, Le Corbusier, Frank Lloyd Wright, Walter Gropius en Willem Dudok.
De gang naar het modernisme is al eerder ingezet in de 19e eeuw. Eugène Viollet-le-Duc was een architect die reeds toen al aandrong op de breuk met het verleden. Een belangrijke stijl die uit het modernisme voortkwam was de Internationale Stijl die typerend werd voor de wolkenkrabbers van grote bedrijven. Het modernisme werd dominant na de Tweede Wereldoorlog en bleef dat tot rond de jaren tachtig van de twintigste eeuw. Vanaf de jaren zeventig ontstond de postmoderne architectuur als tegenbeweging, waarbij op speelse wijze verschillende bouwstijlen werden gecombineerd. 
Verschillende wijken zijn opgebouwd volgens de principes van het modernisme. Het meest treffende voorbeeld is de Braziliaanse hoofdstad Brasilia die halverwege de twintigste eeuw, vanuit het niets werd opgebouwd met een geheel modernistisch uiterlijk. De belangrijkste gebouwen zijn ontworpen door Oscar Niemeyer. Een ander voorbeeld is de Witte stad van Tel Aviv. Beiden zijn opgenomen in de Werelderfgoedlijst van UNESCO. In Nederland zijn de flatgebouwen van de Bijlmermeer een goed voorbeeld van een modernistisch en met name functioneel opgezette woonwijk.

## Stromingen
Het modernisme kent verschillende uitgangspunten die vaak gecombineerd worden. Deze zijn deels overlappend. De uitgangspunten zijn:
- Het nieuwe bouwen stond voor een radicale vernieuwing van de architectuur. Men wilde functioneel bouwen en zonder versieringen.
- Het functionalisme is hier sterk aan gelieerd. Men hanteert het principe Vorm volg functie waarbij het ontwerp ondergeschikt is aan de functie die het gebouw heeft.
- De internationale Stijl is ontstaan uit bovenstaande uitgangspunten. Het idee is dat een gebouw in deze stijl op elke plek in de wereld op z'n plaats zou zijn. De internationale stijl heeft grote invloed gehad op de kantoorbouw. Met name de grote vierkante torens met glazen gevels zijn hier het voorbeeld van.
- Het minimalisme streeft naar het gebruik van slechts de noodzakelijke elementen in het gebouw.
- Expressionistische architectuur is gelieerd aan het expressionisme en met deze bouwstijl wilde men een emotie bij de bezoeker opwekken. Nederlandse voorbeelden zijn de Amsterdamse School en de latere Nieuwe Haagse School.
- Het rationalisme is oplossingsgericht. De bouwwerken binnen deze stroming hebben geen eenduidig herkenbaar uiterlijk.
- Constructivisme was met name populair in de begintijd van de Sovjet-Unie en streefde naar gebouwen met een industrieel uiterlijk.
- Het brutalisme, ook wel beton brut genoemd, is bedoeld om te choqueren en soms te intimideren. Er wordt gebruik gemaakt van grote hoeveelheden onafgewerkt beton en deze gebouwen lokken altijd wel een mening uit.
- Streamline Design wordt gekenmerkt door ronde vormen gecombineerd met lange rechte lijnen. De gebouwen hebben een aerodynamische uitstraling.
- Pakketbootstijl gebruikt vormen die kenmerkend zijn voor de grote oceaanlijners waardoor een associatie met een bootreis wordt opgewekt.
- Het futurisme gebruikt strakke dynamische lijnen die vaak snelheid moeten uitstralen. Het is ontstaan in het begin van de twintigste eeuw in Italië. Hier is later de googie-architectuur en het neofuturisme uit voortgekomen.
- California modern ontwikkelde zich in Californië en is erop gericht om villa's te bouwen met een naadloze overgang tussen binnen en buiten. Dit werd gedaan met minimalistische ontwerpen met grote ramen en open plattegronden, waarbij het ontwerp werd aangepast aan de natuurlijke omgeving. De tuin, de begroeiing en het uitzicht werden daarmee een verlengstuk van de kamers in het huis. Richard Neutra, Rudolph Schindler en John Lautner waren belangrijke architecten op dit gebied.
- Het Nieuwe formalisme  is een stijl waarbij klassieke architectuur opnieuw geïnterpreteerd werd. Deze gebouwen hebben zuilengalerijen en hoofdgestellen, opgetrokken in natuursteen en staan net als klassieke tempels vaak op een verhoging in een formeel aangelegde tuin. De gebouwen zijn echter duidelijk modernistisch.

## Afbeeldingen

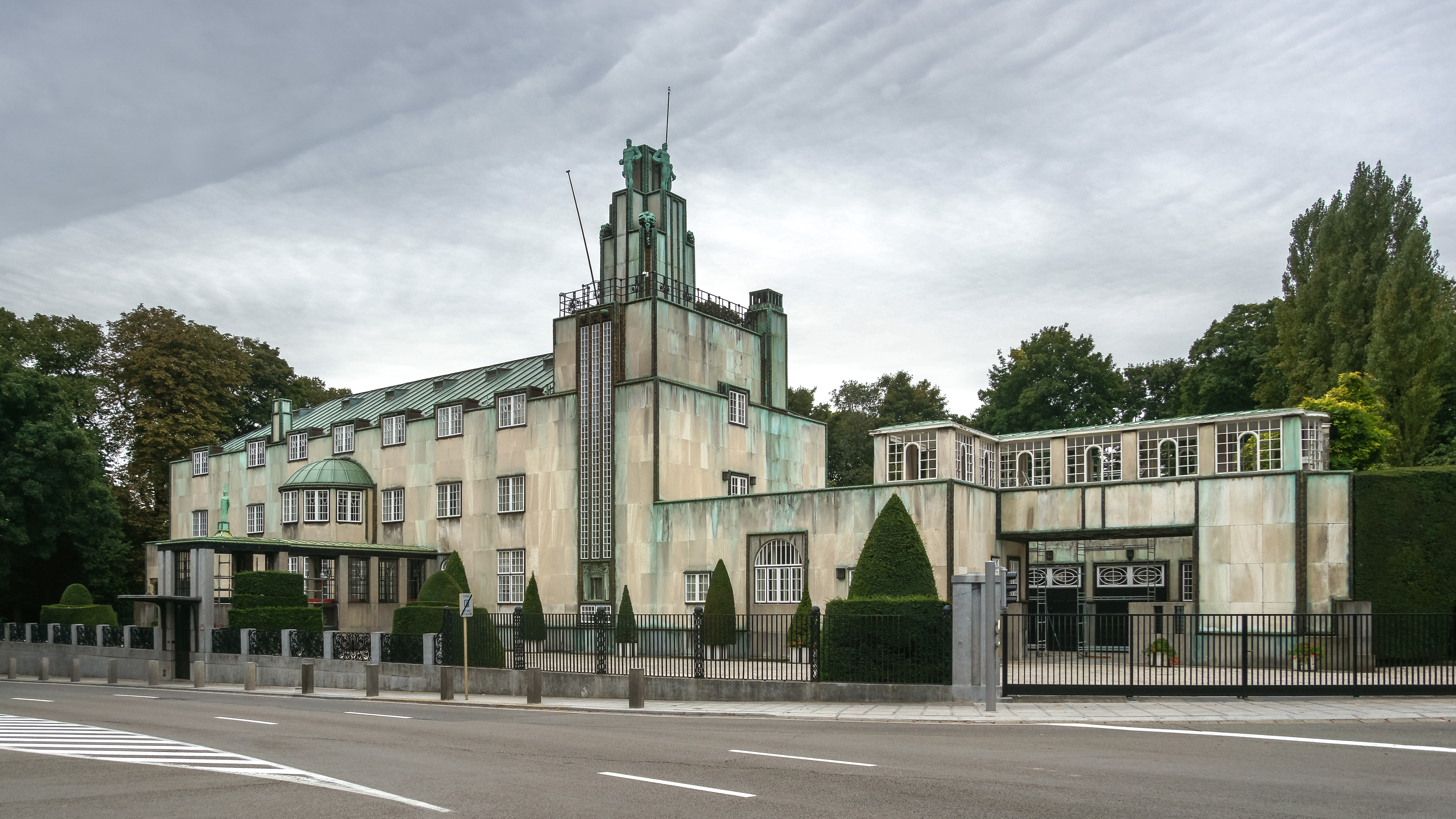
Het Brusselse Stocletpaleis (1911) door Josef Hoffmann is gebouwd in jugendstil maar wordt ook gezien als vroeg-modernisme
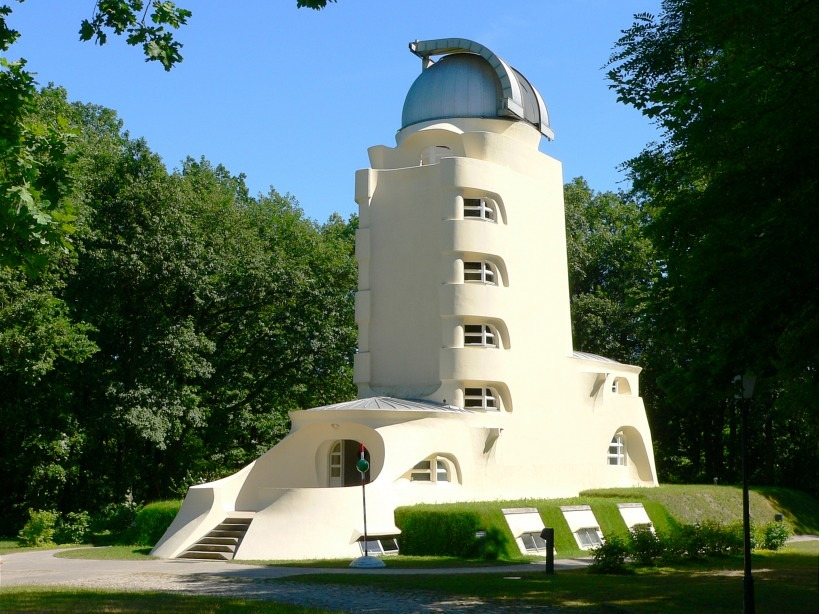
De Einsteintoren (1921) is een voorbeeld van expressionistische architectuur
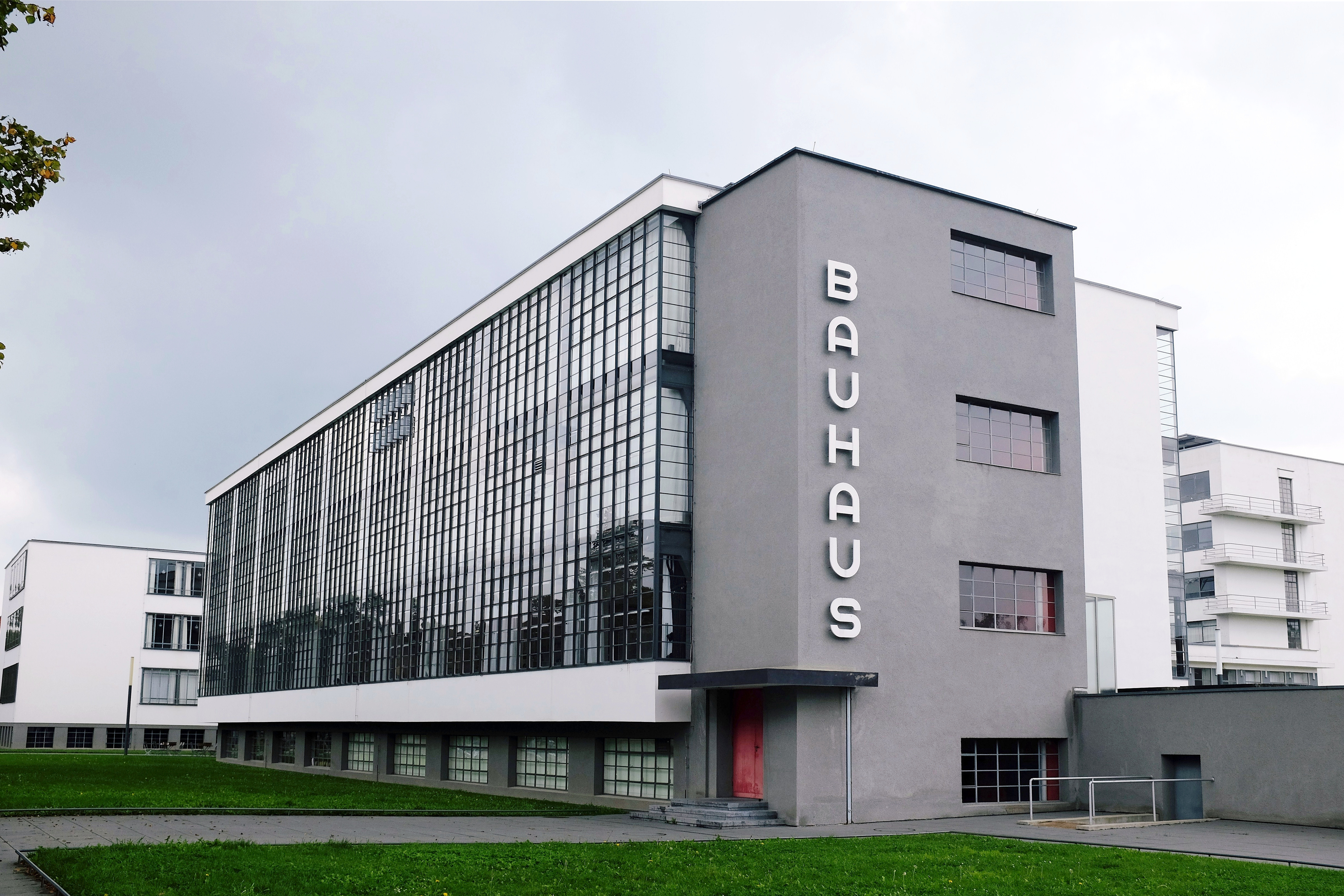
Bauhaus Dessau (1926) door Walter Gropius wordt gezien als het hoogtepunt van het voor-oorlogse modernisme. Links is de glazen vliesgevel te zien.
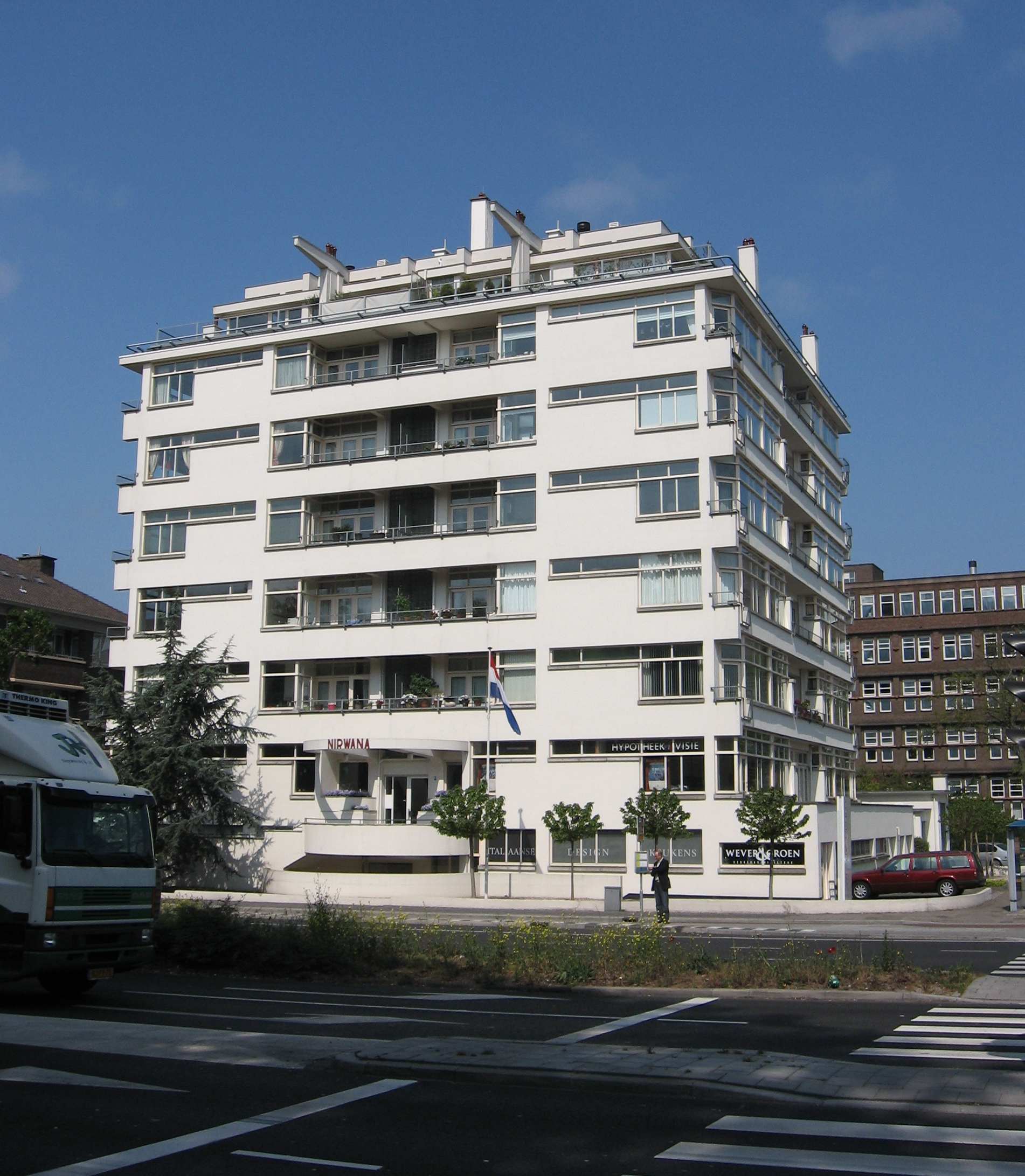
Nirwana-flat (1929) door Jan Duiker en Jan Gerko Wiebenga staat in de top 100 van de Nederlandse monumenten
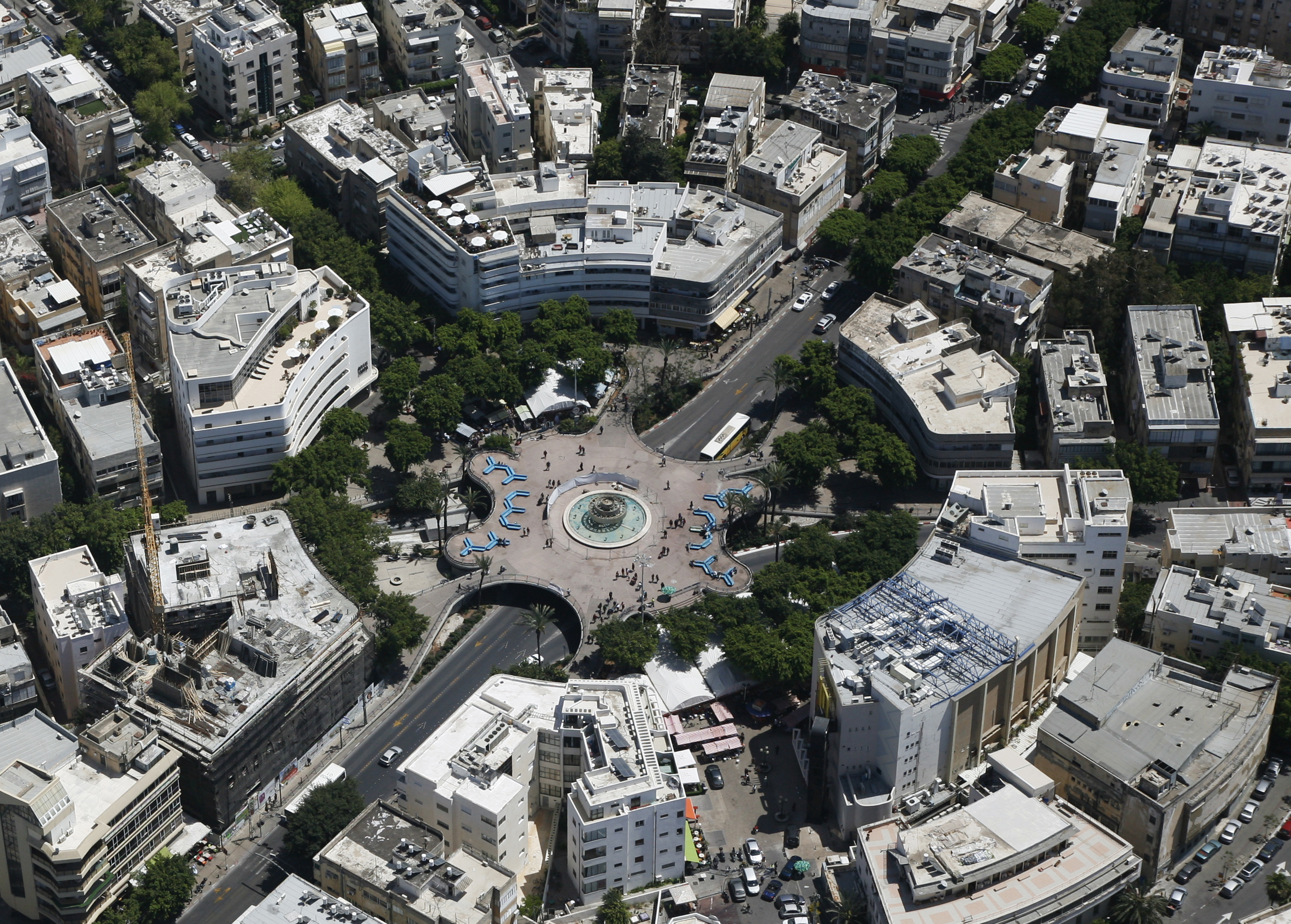
De Witte stad van Tel Aviv staat sinds 2003 op de Werelderfgoedlijst
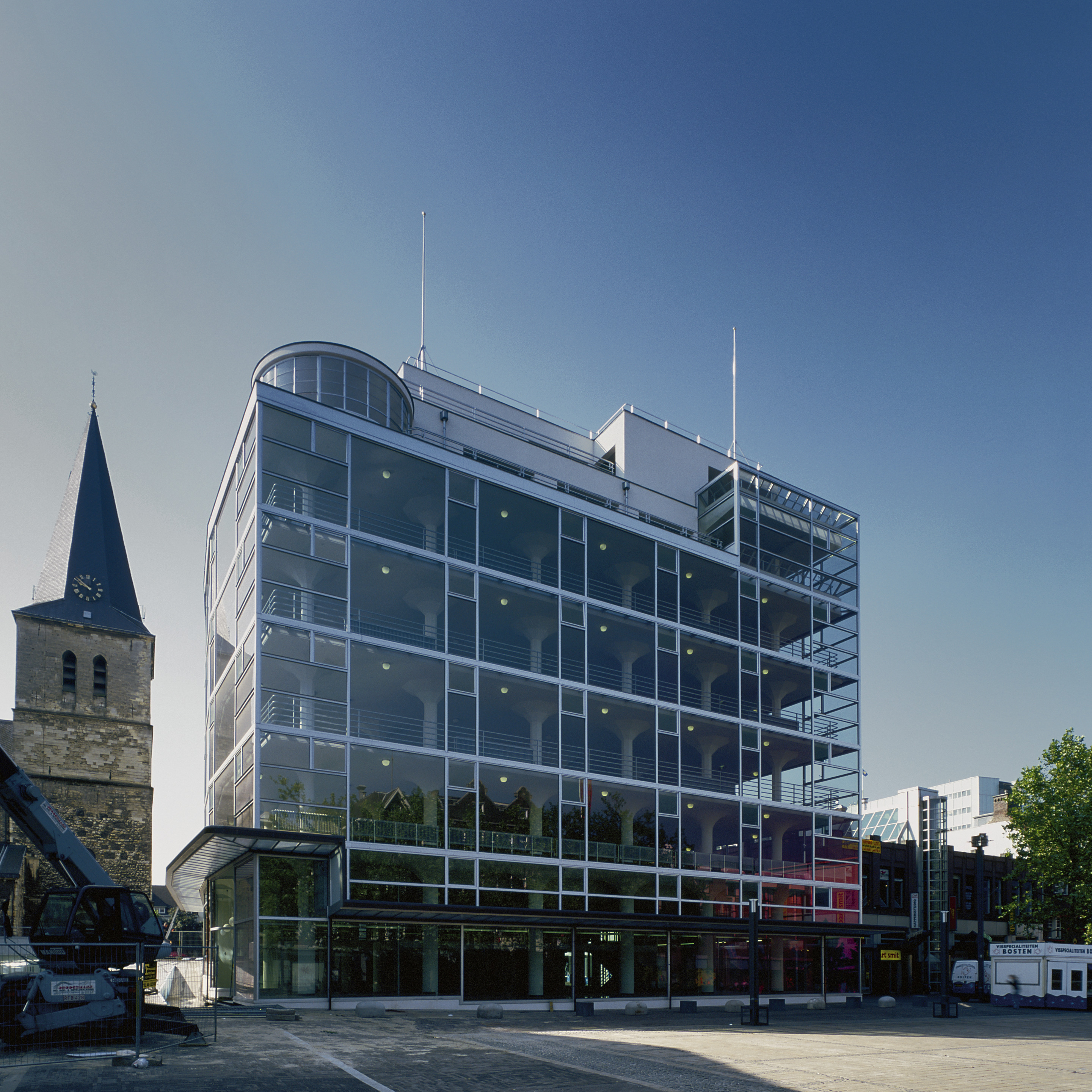
Het Glaspaleis (1935) in Heerlen, een voorbeeld van het nieuwe bouwen door Frits Peutz
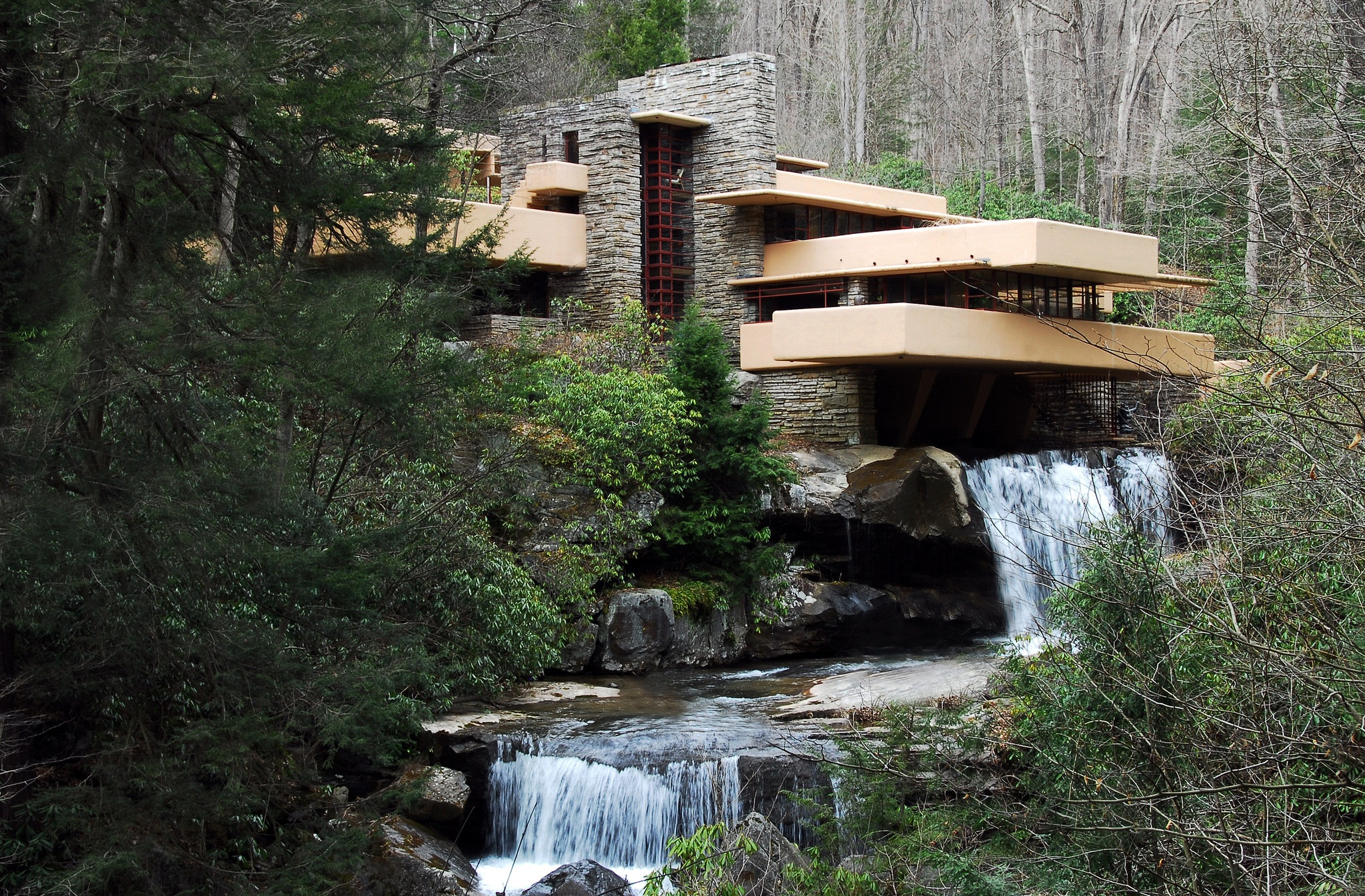
Fallingwater (1936) door Frank Lloyd Wright
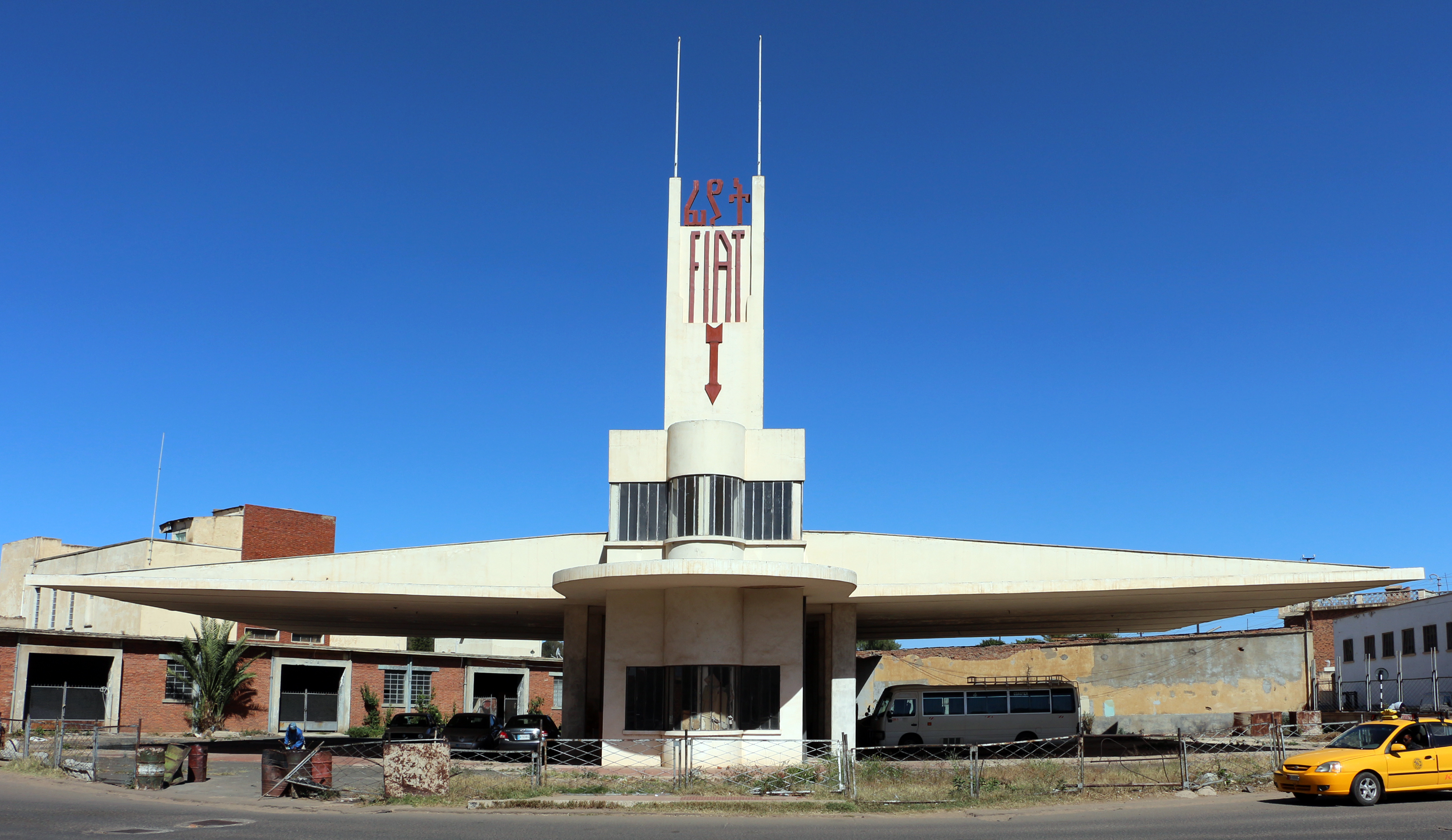
Het futuristische tankstation Fiat Tagliero (1938) in de Eritrese hoofdstad Asmara. Deze stad omvat meer dan duizend modernistische bouwwerken waarvan een deel sinds 2017 op de Werelderfgoedlijst staat.
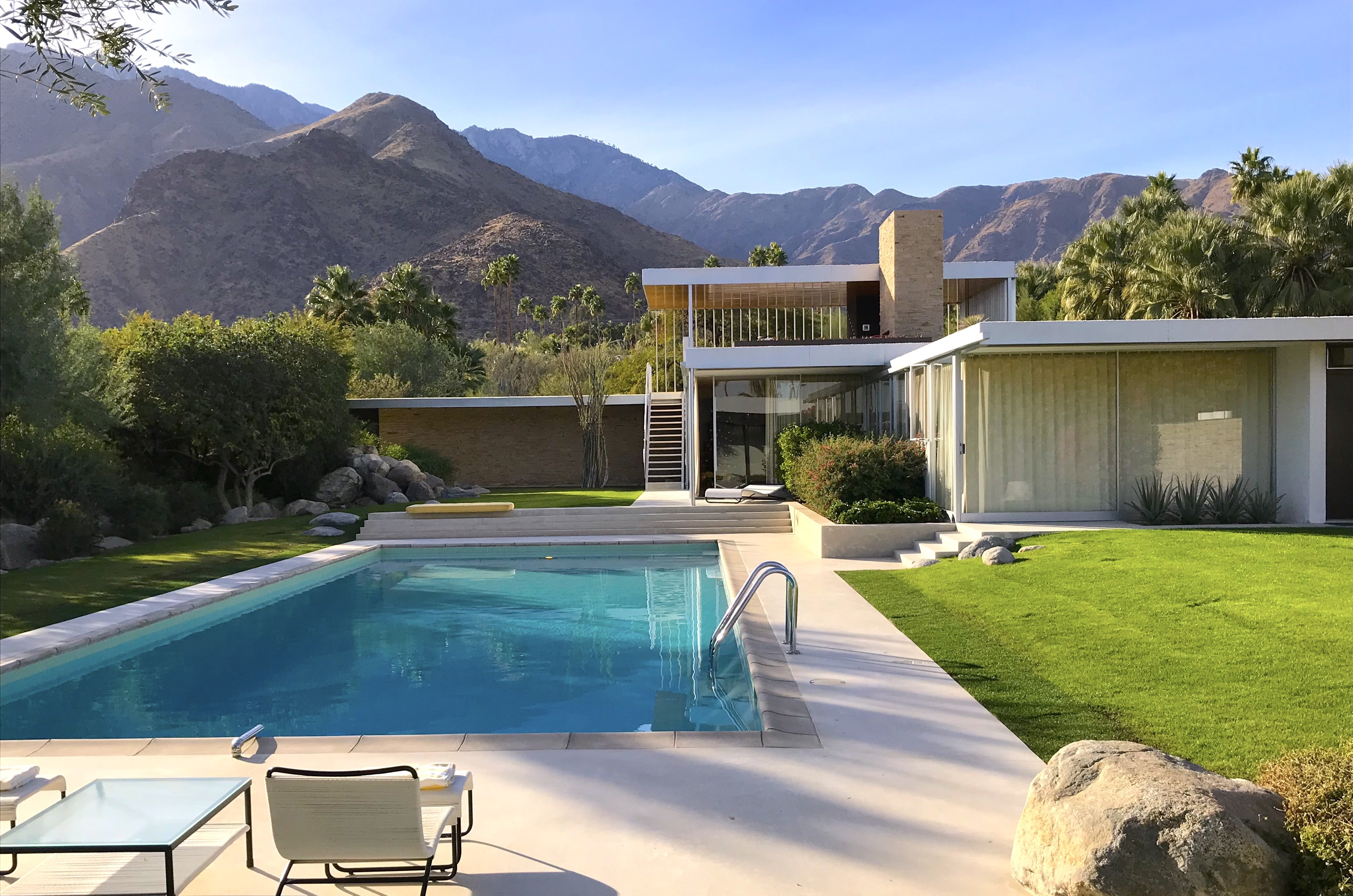
Kaufmann Desert House (1946) door Richard Neutra is een voorbeeld van California modern
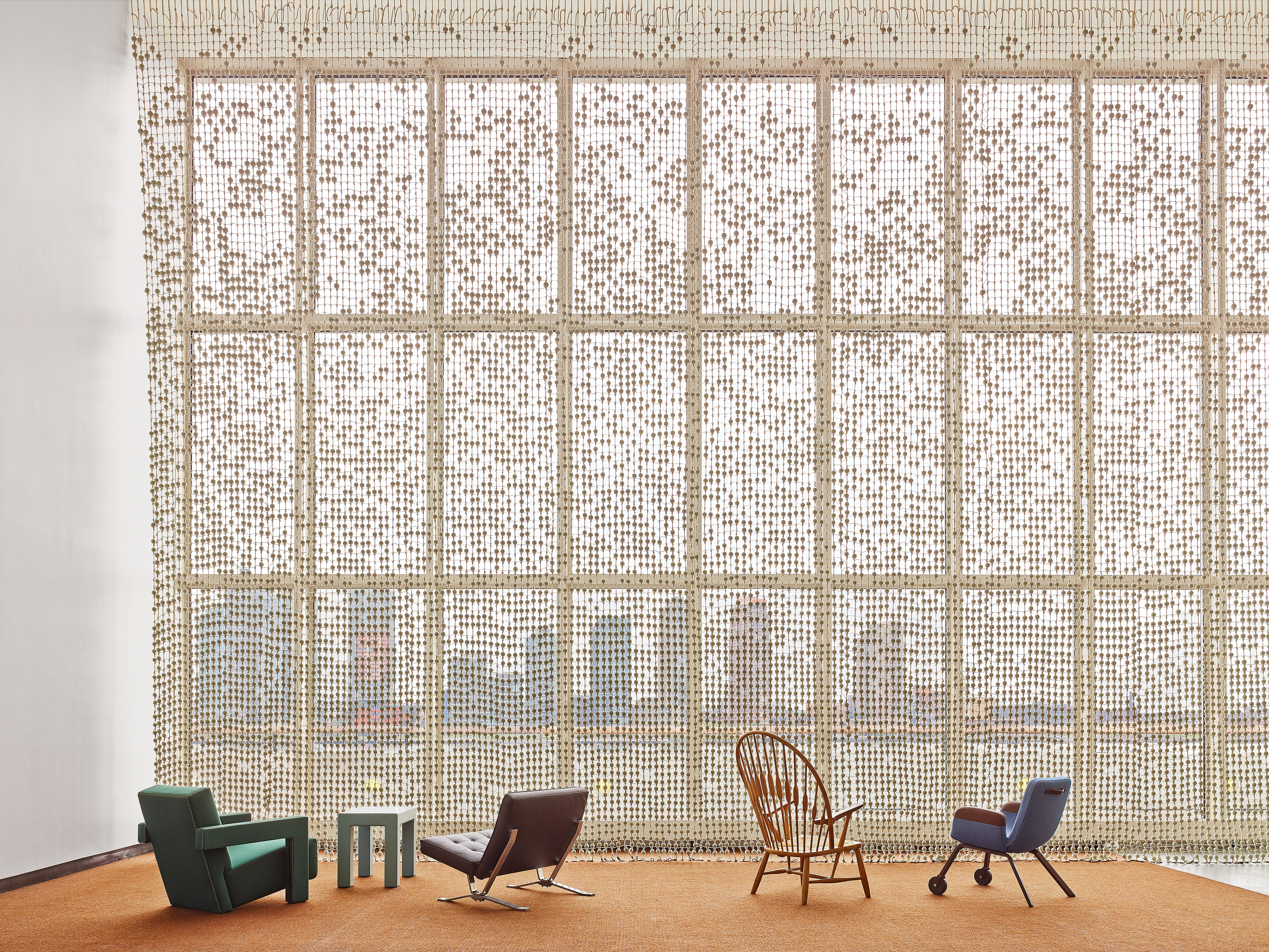
Lounge in het hoofdkwartier van de Verenigde Naties (1951)
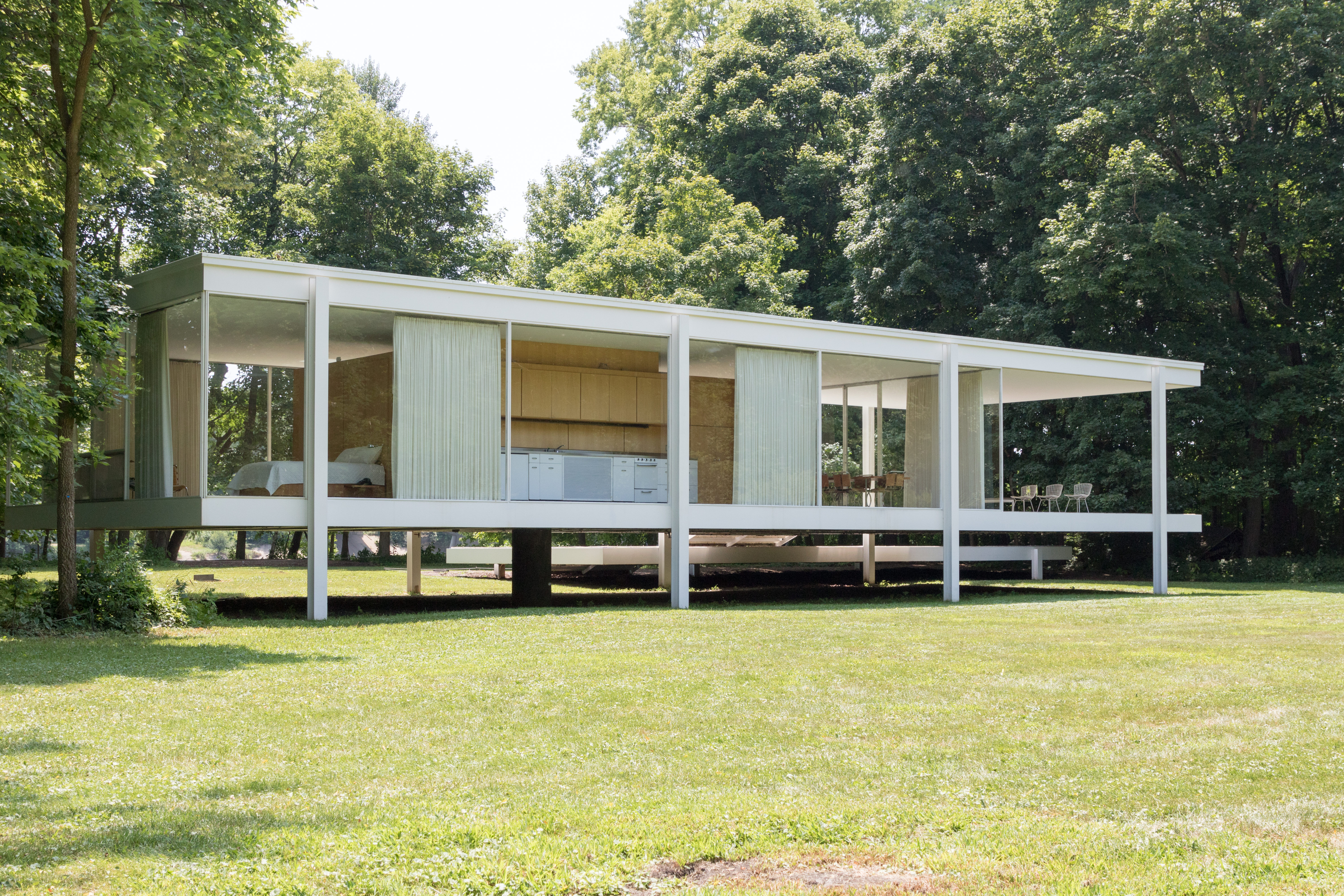
Farnsworth House (1951) door Ludwig Mies van der Rohe
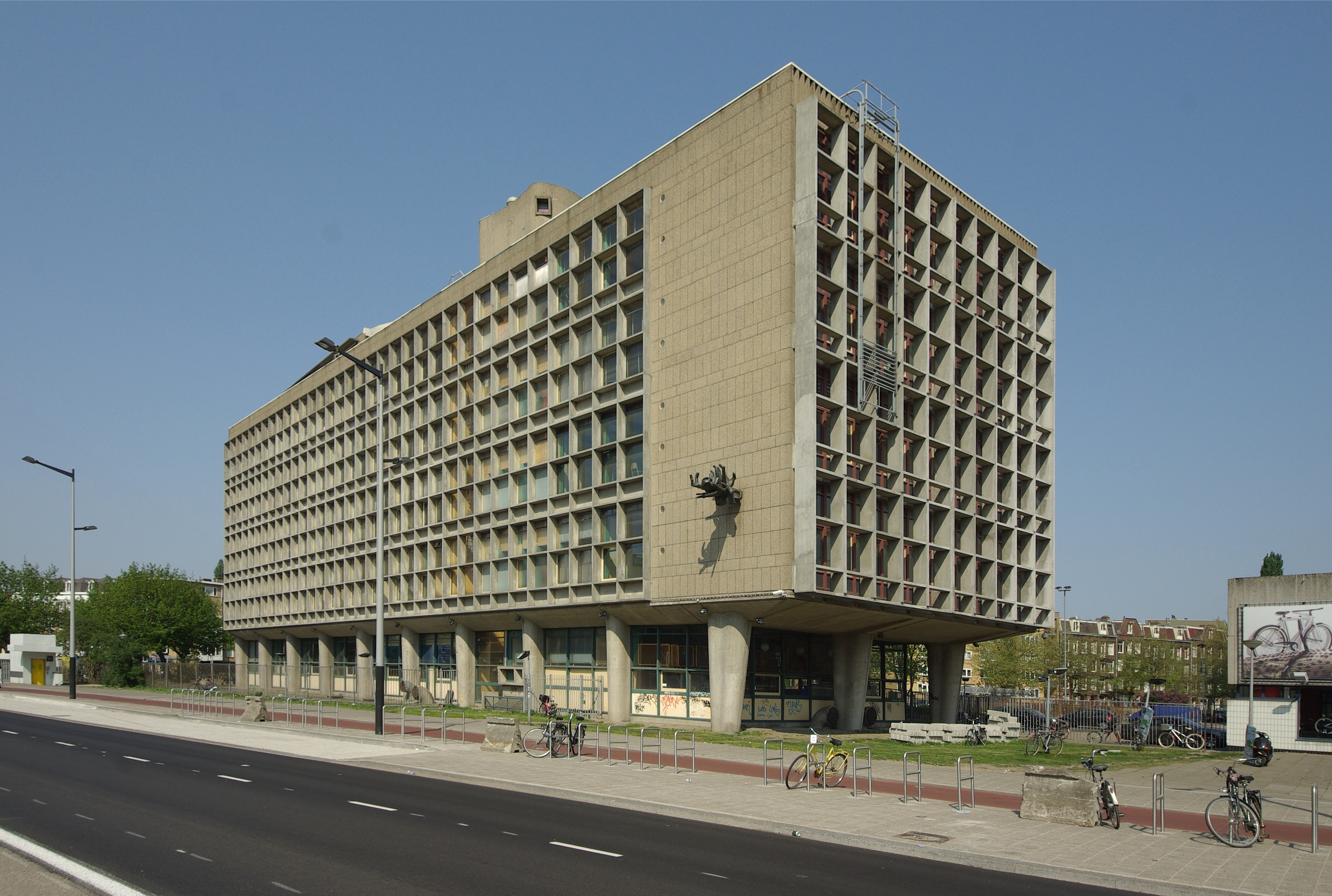
Het brutalistische Vrolikstraat 8 (1956) in Amsterdam is geïnspireerd op Unité d'Habitation (1952) van Le Corbusier
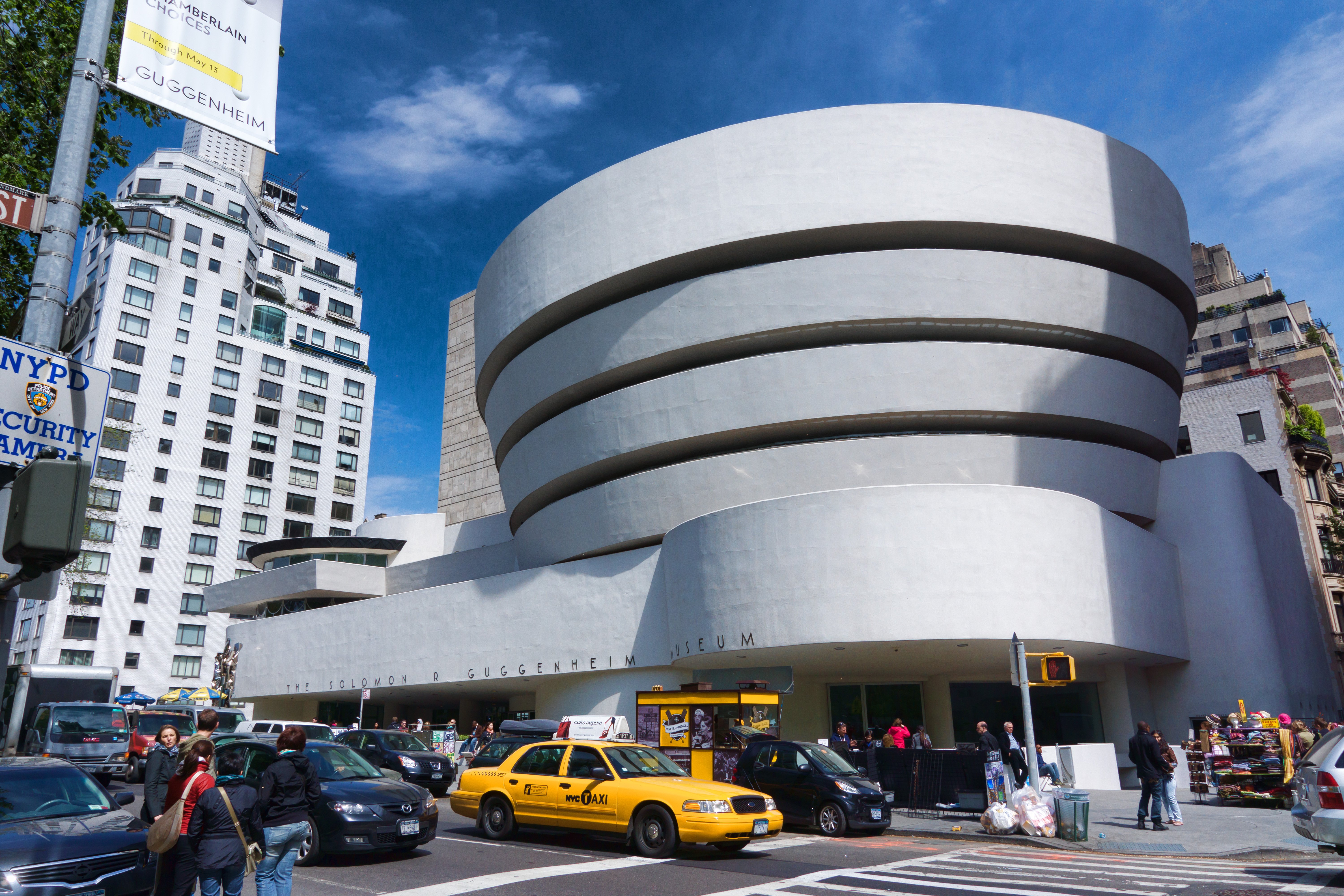
Solomon R. Guggenheim Museum (1956) door Frank Lloyd Wright
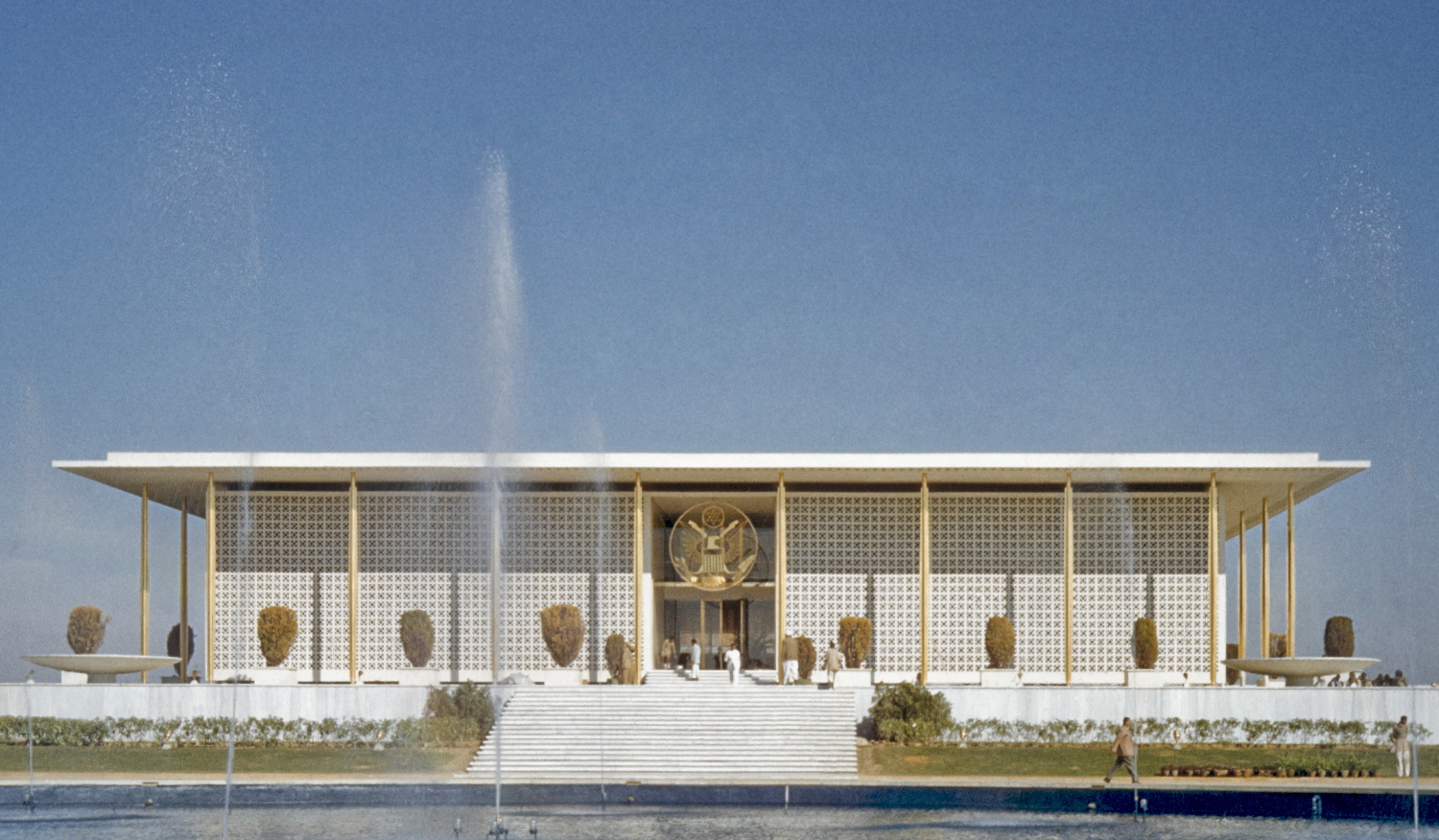
De Amerikaanse ambassade in New Delhi (1959) is een voorbeeld van het nieuwe formalisme
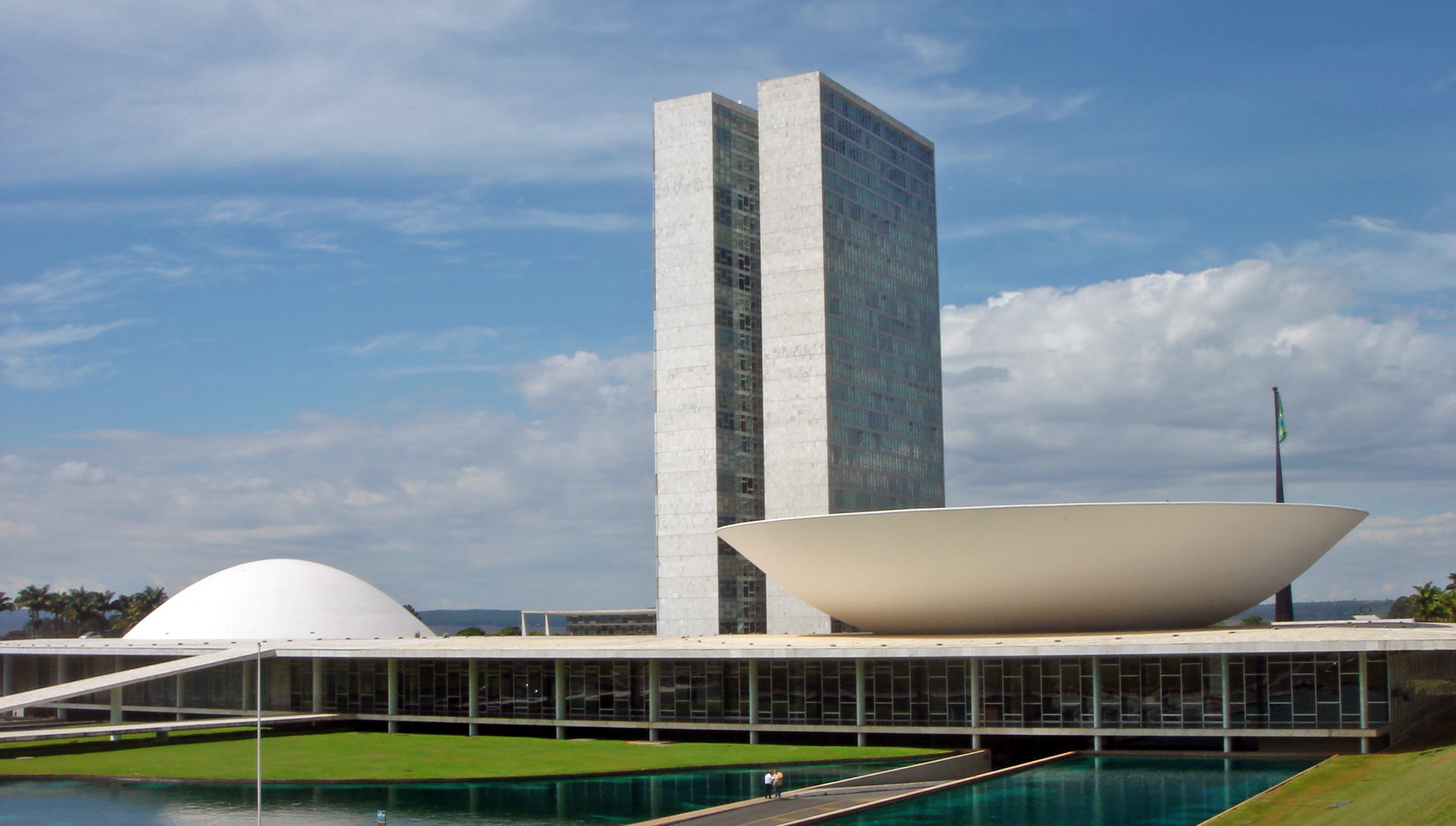
Parlementsgebouw van Brazilië (1960) door Oscar Niemeyer. Brasilia is sinds 1960 de hoofdstad van Brazilië en ontworpen volgens de principes van het modernisme.
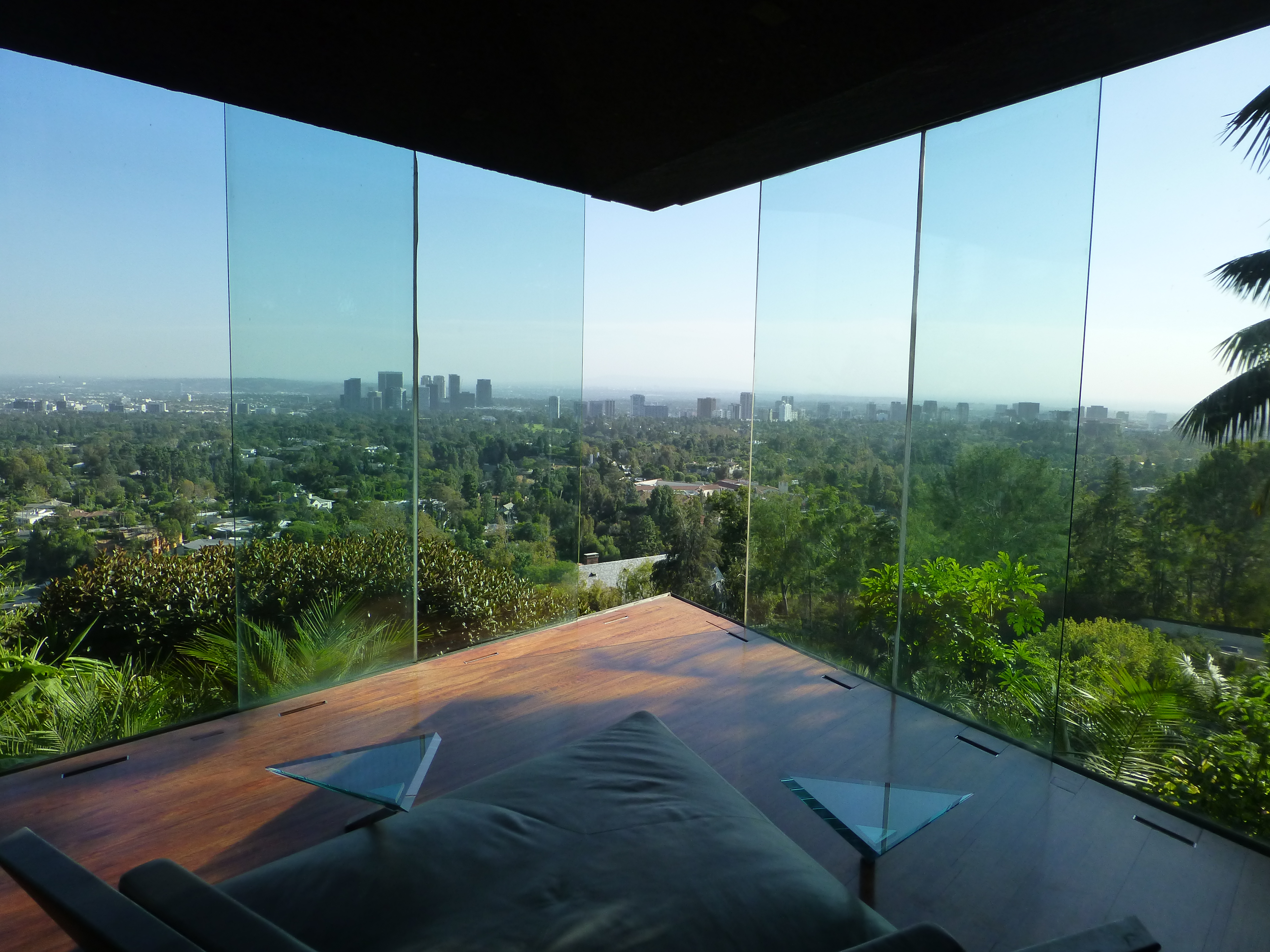
Uitzicht vanuit Sheats Residence (1963) door John Lautner is een voorbeeld van California Modern
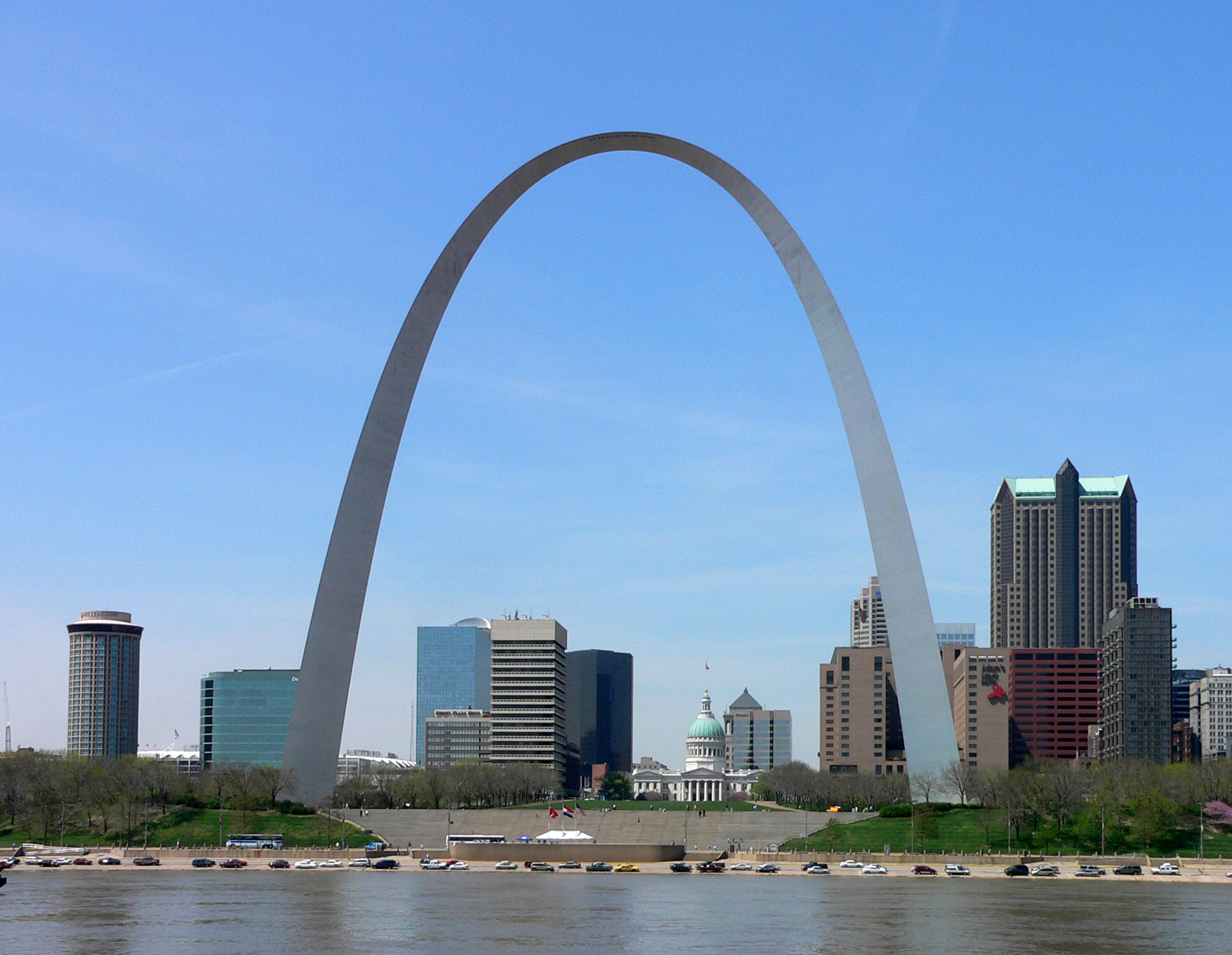
De Gateway Arch (1965) door Eero Saarinen en Hannskarl Bandel wordt gezien als laat-modernisme
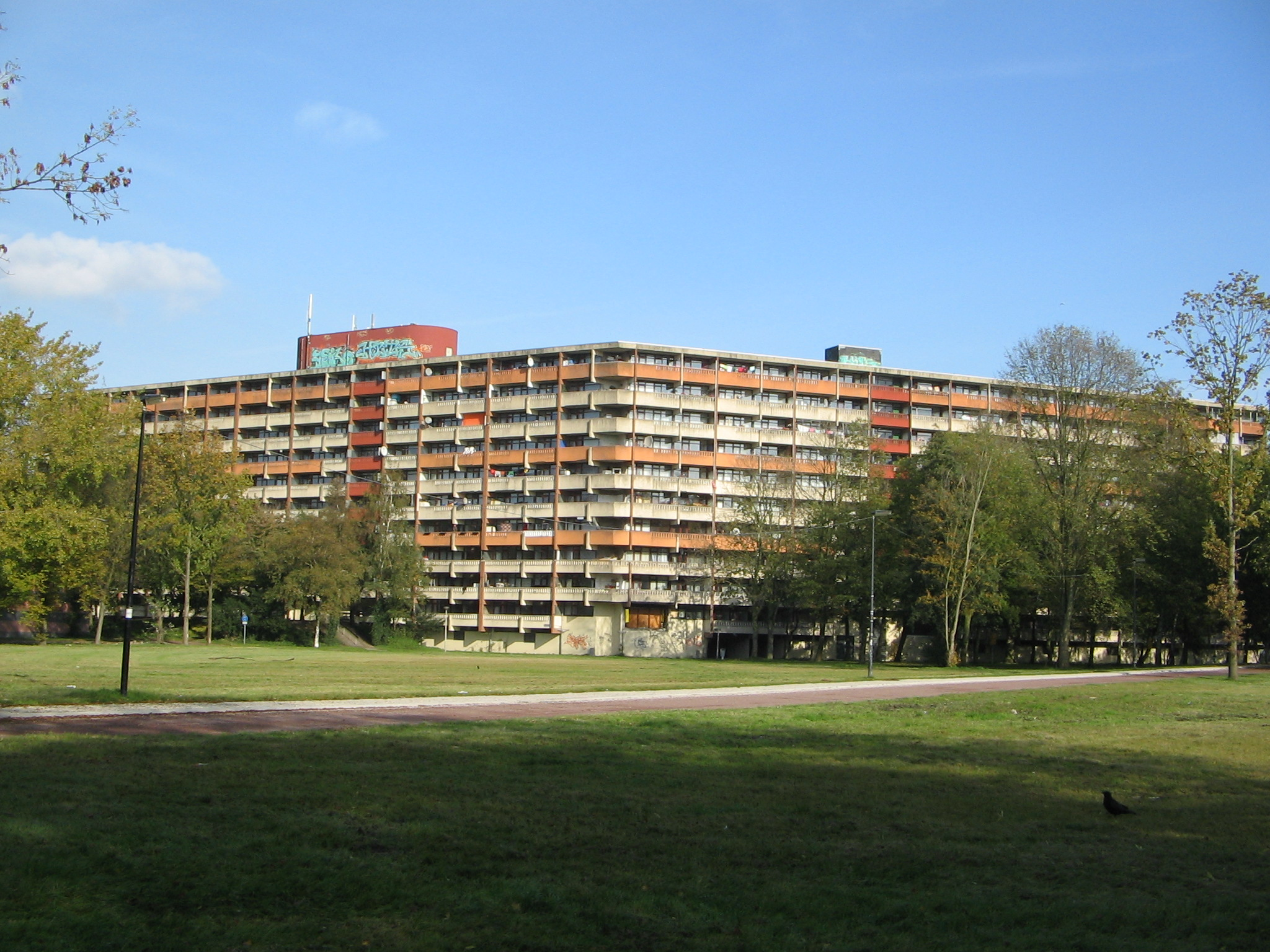
Een van de flatgebouwen uit de Amsterdamse Bijlmermeer (1973)
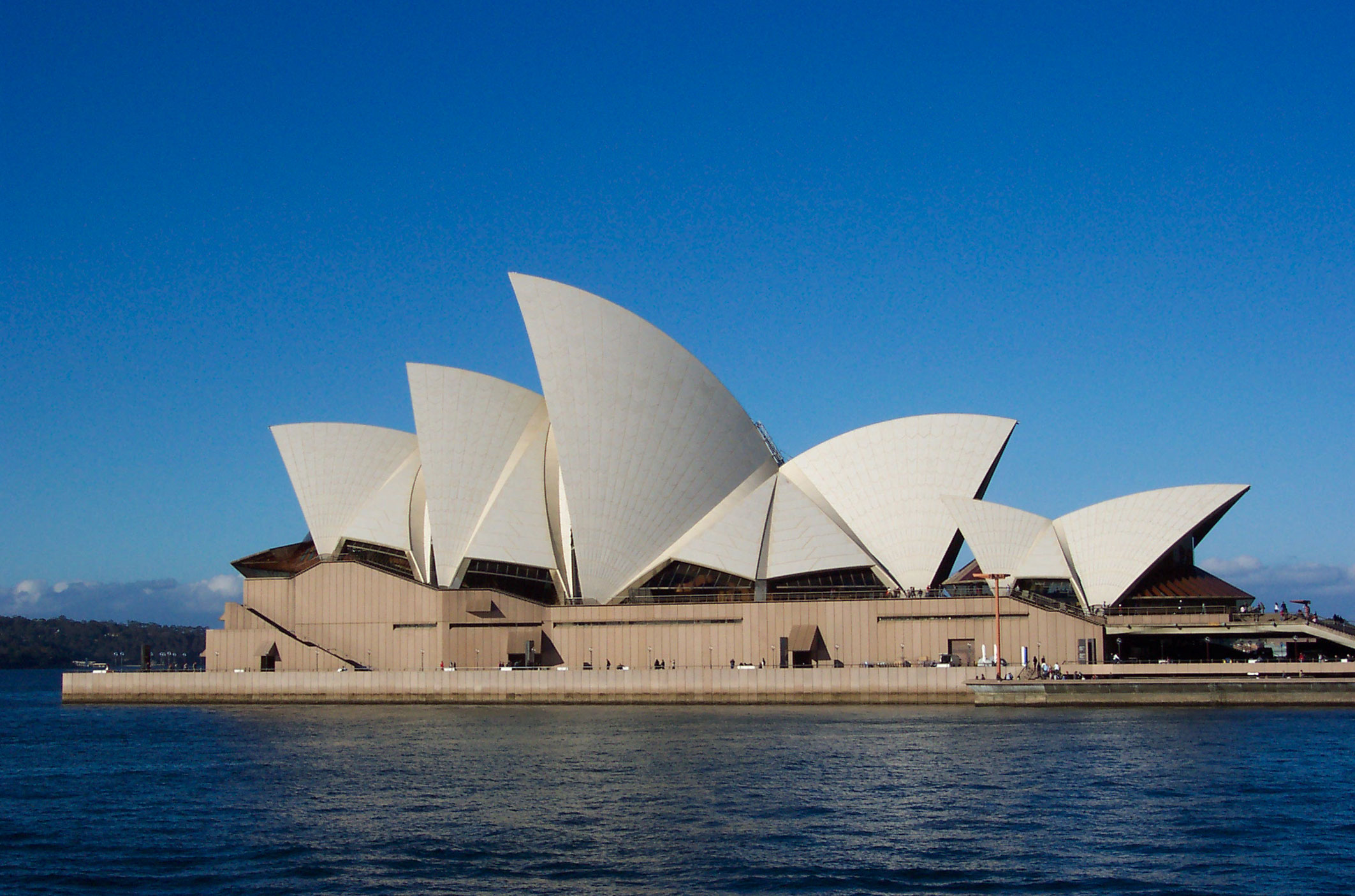
Sydney Opera House (1973) door Jørn Utzon staat op de Werelderfgoedlijst